# Kaple svatého Isidora (Nové Strašecí)
Kaple svatého Isidora v Novém Strašecí je poměrně prostá stavba z roku 1711. Nachází se na okraji parčíku v ulici Čsl. armády, vedle autobusové zastávky Nové Strašecí-Poliklinika. V roce 1965 byla zapsána do seznamu kulturních památek.

## Popis
Kaple sv. Isidora je jednoduchá církevní stavba s obdélníkovým půdorysem, trojbokým presbytářem a vzhledem k výšce stavby poměrně vysokou sanktusovou věžičkou nad ním. Byla založena roku 1711 na Pražském předměstí. Zasvěcena byla sv. Isidorovi, oblíbenému patronu rolníků. V místě oltáře stála umělecky cenná dřevěná polychromovaná socha světce v životní velikosti.
Za církevních reforem císaře Josefa II. byla kaple roku 1783 zrušena. Znovu byla vysvěcena roku 1830 jako hřbitovní, když byl kolem ní zřízen nový městský hřbitov. Ten sloužil do roku 1912, kdy již kapacitně nevyhovoval a byl přestěhován na své dnešní místo na jižním okraji města u silnice směrem na Pecínov. Kaple byla opravena na počátku 21. století.